# Bored
"Bored" é uma música da cantora e compositora americana Billie Eilish que mais tarde foi incluída na trilha sonora de 13 Reasons Why. A música recebeu um videoclipe em 26 de junho de 2017. A música mostra um relacionamento com alguém que é desrespeitoso e não se importa com os sentimentos ou necessidades de alguém. Billie tentou mudar de atitude, mas suas tentativas foram em vão.

## Vídeo musical
O videoclipe desta música foi lançado em 26 de junho de 2017. Apresenta Eilish em uma roupa azul, dançando em torno de uma longa escada com alto-falantes.

## Certificações
| Região | Certificação | Vendas   |
| --- | ------------ | -------- |
| Austrália (ARIA)                                                                                            | Ouro         | 35,000^  |
| Estados Unidos (RIAA)                                                                                       | Ouro         | 500,000‡ |
| ^distribuições baseadas apenas na certificação ‡vendas+valores de streaming baseados apenas na certificação |              |          |